# Thorectes punctulatus
Thorectes punctulatus là một loài bọ cánh cứng trong họ Geotrupidae. Loài này được miêu tả khoa học năm 1866 bởi Jekel.